# Hendrik Annel

Hendrik Annel auf der KiKA-Sommertour 2008

Hendrik Annel (* 26. August 1989 in Erfurt) ist ein deutscher Schauspieler, Regisseur und DJ.

## Leben
Er ist der Sohn des Erfurter Kabarettisten Ulf Annel.
Hendrik Annel spielte von Januar 2008 bis Ende 2009 in der Kinder- und Jugendserie Schloss Einstein die Rolle des Fabian Stass.
Des Weiteren spielte er in verschiedenen Stücken im Theater Die Schotte und im Theater Erfurt mit.
Außerdem ist er Mitglied der DJ-Formationen The Disco Pimps und H2O. In der Erfurter Musikszene ist er unter dem Pseudonym Mokono bekannt.
Seit Ende 2012 arbeitet er, gemeinsam mit Vincent Müller, als Regisseur an der Inszenierung Die Zauberflöte im Jugendtheater Die Schotte, in welchem er Teil des Improvisationstheaters TeatraPak ist.

## Rollenbiografie

### Film und Fernsehen
- 2008–2009: Schloss Einstein (Rolle: Fabian Stass)
- 2009: Das Orangenmädchen (Rolle: Henrik)
- 2010: Wie erziehe ich meine Eltern?

### Theater
- 2000: Carmen – Oper Erfurt
- 2003: Der gestiefelte Kater – Oper Erfurt
- 2004: Hänsel und Gretel – Oper Erfurt
- 2005: TOTAL NORMAL – Theater, Die Schotte Erfurt
- 2006: 1984 – Theater, Die Schotte Erfurt
- seit 2006: Teatra Pak, Improtheater – Theater, Die Schotte Erfurt
- 2009: Feuergesicht (Rolle: Paul) – Theater, Die Schotte Erfurt
- 2010: Kabale und Liebe – Theater, Die Schotte Erfurt
- 2011: Romeo und Julia (Rolle: Paris) – Theater, Die Schotte Erfurt